# Premierzy Palestyny
Lista premierów Palestyny:
| #                                                        | Imię i nazwisko                         | Portret | Objął urząd         | Zdał urząd      | Partia polityczna |
| -------------------------------------------------------- | --------------------------------------- | ------- | ------------------- | --------------- | ----------------- |
| Premierzy Autonomii Palestyńskiej                        |                                         |         |                     |                 |                   |
| 1                                                        | Mahmud Abbas (1935–)                    |         | 19 marca 2003       | 6 września 2003 | Al-Fatah          |
| od 6 września do 7 października 2003 wakat na stanowisku |                                         |         |                     |                 |                   |
| 2                                                        | Ahmad Kuraj (1937–2023)                 |         | 7 października 2003 | 15 grudnia 2005 | Al-Fatah          |
| –                                                        | Nabil Sza’as pełniący obowiązki (1938–) |         | 15 grudnia 2005     | 24 grudnia 2005 | Al-Fatah          |
| 2                                                        | Ahmad Kuraj (1937–2023)                 |         | 24 grudnia 2005     | 29 marca 2006   | Al-Fatah          |
| 3                                                        | Isma’il Hanijja (1963–2024)             |         | 29 marca 2006       | 14 czerwca 2007 | Hamas             |
| od 14 do 15 czerwca 2007 wakat na stanowisku             |                                         |         |                     |                 |                   |
| 4                                                        | Salam Fajjad (1952–)                    |         | 15 czerwca 2007     | 4 stycznia 2013 | Trzecia Droga     |
| Premierzy Państwa Palestyny                              |                                         |         |                     |                 |                   |
| 1                                                        | Salam Fajjad (1952–)                    |         | 4 stycznia 2013     | 6 czerwca 2013  | Trzecia Droga     |
| 2                                                        | Rami al-Hamd Allah (1958–)              |         | 6 czerwca 2013      | 10 marca 2019   | Al-Fatah          |
| 3                                                        | Mohammed Sztajeh (1958–)                |         | 10 marca 2019       | 14 marca 2024   | Al-Fatah          |
| 4                                                        | Muhammad Mustafa (1954–)                |         | 14 marca 2024       | nadal           | bezpartyjny       |